# Stanisław Borowiec
Stanisław Marian Anzelm Borowiec (ur. 21 kwietnia 1884, zm. 1942) – pułkownik dyplomowany piechoty Wojska Polskiego, kawaler Orderu Virtuti Militari.

## Życiorys
W latach 1920–1921 był szefem sztabu 7 Dywizji Piechoty. Od października 1921 roku był słuchaczem rocznego Kursu Doszkolenia Wyższej Szkoły Wojennej w Warszawie. 3 maja 1922 roku zweryfikowany został w stopniu podpułkownika ze starszeństwem z dniem 1 czerwca 1919 roku i 151. lokatą w korpusie oficerów piechoty. Po ukończeniu kursu i uzyskaniu dyplomu naukowego oficera Sztabu Generalnego przydzielony został do Dowództwa Okręgu Korpusu Nr IV w Łodzi na stanowisko zastępcy szefa sztabu. W 1924 roku pełnił służbę w Oddziale IV Sztabu Generalnego na stanowisku wojskowego komisarza kolejowego.
W październiku 1926 roku wyznaczony został na stanowisko dowódcy 7 pułku piechoty Legionów w Chełmie. 16 marca 1927 roku awansował na pułkownika ze starszeństwem z dniem 1 stycznia 1927 roku i 12. lokatą w korpusie oficerów piechoty. W czerwcu 1930 roku mianowany został dowódcą piechoty dywizyjnej 2 Dywizji Piechoty Legionów w Kielcach. Z dniem 30 kwietnia 1934 przeniesiony został w stan spoczynku.

## Ordery i odznaczenia
- Krzyż Srebrny Orderu Wojskowego Virtuti Militari nr 4711 (1921)[6]
- Złoty Krzyż Zasługi (1938)[7]
- Krzyż Walecznych